# Джак Корк
Джак Франк Портиъс Корк (на английски: Jack Frank Porteous Cork) е английскиски футболист, състезаващ се за Саутхямптън, закупен на 7 юли 2011 за 750 000 паунда от Челси. Типичната му позиция е опорен полузащитник, но Корк е универсален играч и може да се подвизава на всички постове в защита.